# 小山政俊
小山 政俊（こやま まさとし）は、日本の半導体工学・電気工学者。大阪工業大学工学部電気電子システム工学科准教授、ナノ材料マイクロデバイス研究センター員。工学博士。応用物理学会関西支部幹事。電子情報通信学会電子デバイス研究会専門委員。大阪産業技術研究所・大阪商工会議所との共同推進機関OIT-P（Osaka Industrial Technology Platform; 地域産業技術プラットフォーム）のメンバー。
専門は、半導体工学・半導体プロセス工学、パワー半導体（SiC・GaN・Ga2O3）、半導体材料工学（化合物半導体：GaSb・InAs等、窒化物半導体：GaN-HEMT等、酸化物半導体：ZnO等）。

## 経歴
2004年大阪工業大学工学部電気電子システム工学科卒業。同大学大学院工学研究科電気電子工学専攻博士課程修了、工学博士。住友電工デバイスイノベーションにて半導体の研究開発に従事。2015年大阪工業大学ナノ材料マイクロデバイス研究センターに着任。2017年同大学工学部電気電子システム工学科講師。2019年スイス連邦工科大学チューリッヒ校(ETHZ)海外研究派遣を経験。2022年同学科准教授、ナノ材料マイクロデバイス研究センター員。
主な所属学会は、IEEE、アメリカ物理学会(APS)、応用物理学会、アメリカ材料科学学会(MRS)、日本材料学会など。

## 主な研究
- 半導体微細構造を用いた室温動作テラヘルツ波検出センサーの開発[4]
- InAs系ヘテロ構造を用いた室温動作テラヘルツ波検出器の開発
- GaSb/InAsヘテロ接合に1.55umを用いたテラヘルツ波の放射素子の開発 - 大阪大学レーザー科学研究所との共同研究[5]
- 時間領域テラヘルツ分光を用いた高速原子ボンバードメント処理によるGaAsエピタキシャル層表面の評価 - 宇宙航空研究開発機構(JAXA)・大阪市立大学・上智大学との共同研究[6]
- ZnO-TFTへのHeプラズマ処理の効果
- 酸化物半導体表面のプラズマ処理に関する研究
- 酸化物/窒化物半導体ハイブリッド構造を用いた新規デバイスの開発
- シリコン基板を用いたGa2O3-HEMTの開発
- ミストCVD法によって成長した(111)3C-SiCテンプレート基板上ε-Ga2O3薄膜の熱的安定性 〜 次世代パワー半導体の開発[7][8]
- 半導体装置の製造方法 - 住友電工デバイスイノベーションとの特許[9]

主な国際会議での発表は、
- 33rd International Microprocesses and Nanotechnology Conference (MNC2020)：「Structural Analysis and Characterization of Bilayer AZO Thin Film Transistor by SolutionProcess」
- MSR Fall Meeting 2019（ボストン）：「Large-Area Chemically Synthesized Molybdenum Disulfide with Aqueous Thermolysis Method」